# Rio Mau (Vila do Conde)
Rio Mau ist ein Ort und eine ehemalige Gemeinde (Freguesia) im Nordwesten Portugals.

## Geschichte
Die Anwesenheit der Römer wird insbesondere durch zahlreiche Dachziegel-Funde belegt.
Der heutige Ort entstand möglicherweise nach der mittelalterlichen Reconquista neu. Seit spätestens 1151 war der Ort als São Cristóvão de Rio Mau eine eigene Gemeinde, um ein hier bestehendes Kloster herum. Der Name Rio Mau (port. für: böser Fluss) geht, lokalen Legenden nach, auf den hier verlaufenden Rio Este zurück.
Rio Mau war zunächst eine Gemeinde zugehörig zu Barcelos, später zu Póvoa de Varzim. Im Zuge der zahlreichen Verwaltungsreformen nach der Liberalen Revolution 1820 und dem folgenden Miguelistenkrieg (1832–1834) wurde Rio Mau schließlich 1853 dem Kreis Vila do Conde angegliedert.
Mit der Gemeindereform 2013 wurde die eigenständige Gemeinde Rio Mau aufgelöst und mit Arcos zur neuen Gemeinde Rio Mau e Arcos zusammengeschlossen.

## Verwaltung
Rio Mau war Sitz einer eigenständigen Gemeinde (Freguesia) im Kreis (Concelho) von Vila do Conde im Distrikt Porto. Sie hatte eine Fläche von 9,9 km² und 1852 Einwohner (Stand 30. Juni 2011).
Im Zuge der Gebietsreform zum 29. September 2013 wurden die Gemeinden Rio Mau und Arcos zur neuen Gemeinde União das Freguesias de Rio Mau e Arcos zusammengeschlossen. Rio Mau wurde Sitz dieser neu gebildeten Gemeinde.